# 벌곡휴게소
벌곡휴게소(伐谷休憩所, Belgok Service Area)는 충청남도 논산시 벌곡면에 위치한 호남고속도로지선의 고속도로 휴게소이다. 양방향 모두 휴게소가 존재한다.

## 시설
- 화장실
- 주유소:알뜰주유소
- LPG 충전소:Sk가스(대전방향),s-oil(논산방향)
- 식당
- 매점
- 현금 자동 입출금기
- 주차장

## 전후
- 논산 나들목→벌곡휴게소→계룡 나들목
- 고속도로 시점→벌곡휴게소→고속도로 종점